# Marie Dequé
Marie Dequé (ou Deqhée en gallo), née Le Boulanger le 5 juillet 1923 à Quévert et morte le 21 janvier 2019 à Corseul, est une poétesse bretonne d'expression gallèse.

## Biographie
Marie Dequé grandit à Quévert, dans les Côtes-d'Armor, sur l'exploitation agricole de sa mère, laquelle devient rapidement veuve.

### Engagement en faveur du gallo
Devenue institutrice dans son département d'origine, elle fait partie des enseignants qui, à un niveau individuel et en vue surtout de lutter contre l'échec scolaire, entreprennent dans les années 1950 de faire entrer le gallo à l'école. Ainsi, Marie Dequé fait remarquer à ses élèves gallésants la parenté existant entre des mots gallos et français.
Alors directrice de l'école publique de Trélivan, elle participe à la fondation au milieu des années 1970 de l'association Les Amis du Parler Gallo, qui organise les Assembllées Galèzes et publie la revue Le Lian. En plus de contribuer à cette dernière à partir de la fin des années 1980, avec des articles, des nouvelles et des poèmes, elle en devient également la directrice de publication dans les années 1990.
En 2011, Marie Dequé reçoit les Palmes académiques pour son engagement en faveur du gallo.
Vonaod Baoje la cite, ainsi qu'Adèle Denys, Sylvaine Billot, Jeanne Malivel et Gaït Corvaisier, dans son poème Istouère de fomes.

## Œuvre

### Nouvelle
- « L'histouër du gas José », Le Lian « Anthologie de littérature gallèse contemporaine »,‎ février 1982, p. 55

### Poèmes
- Le Biau Temps !, prix de poésie en gallo du Cercle Poétique de Tiphaine 1985
- « L'Argante », Le Lian, no 32,‎ février 1986, p. 24 (lire en ligne [PDF])
- « Eun' visite », Le Lian, hors-série no 1 « Poéteriy. Poésie gallaise contemporaine »,‎ 1990, p. 22-23 (préalablement paru dans une orthographe différente dans le numéro 31 du Lian)